# Светът е голям и спасение дебне отвсякъде
„Светът е голям и спасение дебне отвсякъде“ игрален филм (драма) от 2008 година, копродукция на България, Германия, Словения и Унгария на режисьора Стефан Командарев, по сценарий на Стефан Командарев и Юри Дачев. Оператор е Емил Христов. Музиката във филма е композирана от Стефан Вълдобрев. Филмът е с международно участие, заснет по романа на Илия Троянов, немски писател от български произход. Романът е издаден за първи път през 1996 г. в Германия. До 2011 г. е преведен на 11 езика. В България е издаден през 1997 г. на издателство „Народна култура“. Филмът е заснет през 2008 година и оттогава е носител на повече от 20 награди.

## Сюжет
„Светът е голям и спасение дебне отвсякъде“ е историята на едно момче Алекс, което с помощта на своя дядо преоткрива света и се опитва да намери себе си след преживяна тежка катастрофа. Действието на филма започва през 70-те години на XX век, когато Алекс е роден в малък български град. Семейството му е принудено да избяга на Запад. 25 години по-късно родителите му загиват в катастрофа, а Алекс загубва паметта си. Дядо му си стяга багажа и заминава за Германия. Започва да учи внука си да играе табла. Двамата пътуват обратно за България заедно и по пътя Алекс не само си възвръща паметта, но и желанието за живот.

## Актьорски състав
- Мики Манойлович – Бай Дан
- Карло Любек – Алекс
- Христо Мутафчиев – Васил (Васко) Георгиев
- Ана Пападопулу – Яна
- Людмила Чешмеджиева – Баба Сладка
- Николай Урумов – Агента от ДС
- Васил Василев-Зуека – Иво Чикагото
- Дорка Грилос – Мария
- Стефан Вълдобрев – Стоян

## Награди
- Наградата на КОДАК за български игрален филм в размер на 4000 долара на 12 „София Филм Фест“ (София, 2008).
- Наградата на публиката на 12 „София Филм Фест“ (София, 2008).
- Наградата на публиката на кинофестивал в (Цюрих, Швейцария, 2008).
- Специалната награда на МФФ (Варшава, Полша, 2008).
- Голямата награда Cinema Extraordinaire в (Берген, Норвегия, 2008).
- Наградата „Дон Кихот“ – Специалната награда на журито на МФФ „Черни нощи“, (Талин, Естония, 2008).
- Наградата на киноклубовете за най-добър филм на МФ „Черни нощи“, (Талин, Естония, 2008).
- Наградата за сценарий на Българската асоциация на филмовите, телевизионните и радиосценаристи на 28 Фестивал на българския игрален филм „Златната роза“, (Варна'2008).
- Наградата за най-добър филм на Първия фестивал „Филмът и градът“, (Нова Загора, 2008).
- Наградата за най-добър филм на Първия международен кинофестивал „Нова Европа – нови имена“ за първи или втори филми, (Вилнюс, Литва, 2009).
- Наградата за най-добър актьор на Мики Манойлович на Първия международен кинофестивал „Нова Европа – нови имена“, (Вилнюс, Литва, 2009).
- Наградата на публиката на МКФ в (Тайпе, Тайван, 2009).
- Наградата на журито на 12 МКФ в (Беналмадена, Малага, Испания, 2009).
- Наградата на публиката в размер на 9000 евро на 12 МКФ в (Беналмадена'2009, Малага, Испания).
- Голямата награда „Златен сатурн“ на 5 МКФ „Сатурно“, (Алатри, Италия 2009).
- Наградата за най-добър актьор на Мики Манойлович на 5 МКФ „Сатурно“, (Алатри, Италия 2009).
- Наградата за сценарий на МКФ „Ноев ковчег“, (Москва, Русия, 2009).
- Наградата на публиката на 21-вия Международен филмов фестивал във Валансиен, Франция, 2010 г.
- Наградата на публиката на 19 МФ на европейското кино „Мамер през март“ (Mamersen Mars), в (Мамерс, Франция, 2010).
- Наградата „Graines d'images – Macao“, за разпространение на филма в 9 кина, на МФ на европейското кино в (Мамерс, Франция, 2010).
- Награда за най-добър филм на 12 Фестивал на независимото кино, (Калифорния, САЩ, 2010).
- Наградата за най-добър режисьор на Стефан Командарев на МКФ (Драч, Албания, 2010).
- Специалната награда на журито „Кристален Симур“ на 28 МКФ Фажир, (Техеран, Иран, 2010).